# (73198) 2002 JQ12
(73198) 2002 JQ12 – planetoida z pasa głównego asteroid okrążająca Słońce w ciągu 3 lat i 205 dni w średniej odległości 2,33 j.a. Została odkryta 6 maja 2002 roku w Desert Eagle Observatory przez Williama Yeunga.